# Ola Berger
Ola Berger (* 15. März 1979 in Trondheim) ist ein norwegischer Skibergsteiger.
Berger begann mit dem Skibergsteigen im Jahr 1997 und nahm 2006 an seinem ersten Wettkampf in dieser Sportart teil.
Nach seiner aktiven Karriere arbeitete er als Arzt bei der norwegischen Biathlon-Nationalmannschaft.

## Erfolge (Auswahl)
- 2006:
  - 2. Platz beim Rennen in Oppdal
  - 6. Platz bei der Norwegischen Meisterschaft

- 2007: 8. Platz bei der Europameisterschaft Skibergsteigen Staffel mit Ola Herje Hovdenak, Martin Bartnes und Ove-Erik Tronvoll

- 2008: 
  - 6. Platz bei der Weltmeisterschaft Skibergsteigen Kombinationswertung
  - 7. Platz bei der Weltmeisterschaft Skibergsteigen Staffel mit Ove-Erik Tronvoll, Ola Herje Hovdenak und Ole-Jakob Sande
  - 9. Platz bei der Weltmeisterschaft Vertical Race
  - 9. Platz bei der Weltmeisterschaft Skibergsteigen Team mit Ola Herje Hovdenak
  - 5. Platz bei der Pierra Menta mit Alexandre Pellicier